# Strava
Strava è un software come servizio freemium per il tracciamento GPS dell'attività fisica per ciclismo, corsa, camminata e nuoto. Gli utenti possono registrare le performance della loro attività fisica e caricare i dati statistici di velocità, altitudine e battito cardiaco.
Fondata nel 2009 a San Francisco, al marzo 2015 contava un totale di circa 8 milioni di utenti, di cui circa un milione attivi con 200 000 utenze premium. La diffusione del servizio aumenta fino ad arrivare a contare 76 milioni di utenti attivi a marzo 2021.